# Arthragrostis
Arthragrostis Lazarides é um género botânico pertencente à família Poaceae, subfamília Panicoideae, tribo Paniceae.
Suas espécies ocorrem na Australásia.

## Espécies
- Arthragrostis aristispicula B.K. Simon
- Arthragrostis clarksoniana B.K. Simon
- Arthragrostis deschampsioides (Domin) Lazarides